# Yên (An–Sử)
Yên (chữ Hán: 燕), còn gọi là Đại Yên (大燕), là một nhà nước được viên tướng của nhà Đường là An Lộc Sơn thành lập từ ngày 5 tháng 2 năm 756, sau khi ông nổi dậy chống lại sự cai trị của hoàng đế Đường Huyền Tông vào ngày 16 tháng 12 năm 755. Nhà nước này tồn tại tới mùa xuân năm 763, khi con trai của Sử Tư Minh (thuộc hạ cũ của An Lộc Sơn) là Sử Triều Nghĩa, người cuối cùng tự xưng làm hoàng đế của nhà nước này, tự sát.

## Quá trình hình thành và diệt vong

### An Lộc Sơn
Được sự tin cậy của Đường Huyền Tông, Tiết độ sứ Phạm Dương là An Lộc Sơn ra sức xây dựng lực lượng riêng và đến cuối năm 755 đã khởi binh chống lại nhà Đường. Quân An Lộc Sơn phần nhiều là người tộc thiểu số phương Bắc, thiện chiến và khỏe mạnh, nhanh chóng hạ được nhiều thành trì và chiếm nhiều đất đai của nhà Đường.
Đầu năm 756, An Lộc Sơn hạ được đông đô Lạc Dương rồi xưng làm Yên Đế, chính thức thiết lập chính quyền Đại Yên. Ông chia quân làm hai cánh lớn: một cánh do tướng thân thuộc Sử Tư Minh đánh chiếm vùng Hà Bắc và bảo vệ căn cứ Phạm Dương, còn ông tự mình điều khiển cánh quân do Thôi Càn Hựu chỉ huy tiến về tây đô Trường An.
Sử Tư Minh giằng co với 2 tướng Quách Tử Nghi, Lý Quang Bật của nhà Đường ở Hà Bắc, trong khi đó tướng Thôi Càn Hựu tận dụng sai lầm của Đường Huyền Tông trong quyết sách ở trận Đồng Quan, đánh bại quân Đường và tiến vào Trường An.
Vua Đường bỏ chạy vào Thục, nhà Đường phải tổ chức lại lực lượng. Trong khi đó An Lộc Sơn chiếm được hai kinh tỏ ra mãn nguyện nghĩ đến chuyện hưởng lạc, không tính toán việc lâu dài nữa. Ngoài ra, Lộc Sơn còn yêu quý con nhỏ là An Khánh Ân do vợ thứ Đoàn thị sinh ra nên có ý định bỏ ngôi thái tử của An Khánh Tự. An Khánh Tự biết tin bất bình, bèn bàn với Nghiêm Trang và Lý Trư Nhi giết cha giành ngôi vua.

### An Khánh Tự
An Khánh Tự không có năng lực cầm quân, quân Yên liên tiếp thất bại. Nhà Đường tổ chức phản công và chiếm lại 2 kinh Trường An, Lạc Dương vào năm 757. Khánh Tự bỏ chạy lên Nghiệp Thành.
Sử Tư Minh vốn không ưa Khánh Tự, đã hàng nhà Đường, nhưng lại bị vua Đường mới là Túc Tông mưu sát, nên lại cất quân chống Đường và cứu An Khánh Tự ở Nghiệp Thành. Năm 759, tận dụng sai lầm của tổng chỉ huy Ngư Triều Ân bên phía quân Đường, Sử Tư Minh phản công đánh bại đại quân Đường, giải vây Nghiệp Thành. Sau đó Tư Minh giết An Khánh Tự và xưng làm Yên Đế.

### Sử Tư Minh
Sử Tư Minh huy động hơn 10 vạn quân tấn công Biện châu, Trịnh châu và tiến tới Lạc Dương. Quân Đường vừa thua, Lý Quang Bật phải ráng sức cố thủ Hà Dương mới tạm ngăn được quân Yên. Nhưng sau đó, lại do mâu thuẫn giữa Quang Bật với Ngư Triều Ân và Bộc Cố Hoài Ân, quân Đường không có sự chỉ huy thống nhất và bị Sử Tư Minh đánh bại ở Mang Sơn.
Sử Tư Minh lại thừa thắng tiến lên vây hãm Thiểm châu. Năm 761, trong khi chưa hạ được Thiểm châu, ông lại bị con lớn là Sử Triều Nghĩa sát hại vì định trao ngôi thái tử cho con nhỏ là Sử Triều Thanh và định trị tội Triều Nghĩa không hoàn thành việc đắp thành đúng kỳ hạn.

### Sử Triều Nghĩa
Sử Triều Nghĩa giết cha và xưng là Yên Đế. Nội bộ Đại Yên bị chia rẽ và suy yếu. Các Tiết độ sứ trong chính quyền Yên tự ban hành chính lệnh trong vùng mình quản lý, chỉ còn ràng buộc về danh nghĩa với Sử Triều Nghĩa.
Năm 762, sau khi củng cố lại lực lượng, Đường Đại Tông quyết định ra quân đánh Yên. Quân yên liên tiếp thất bại. Sang tháng 1 năm 763, các Tiết độ sứ nước Yên thấy Triều Nghĩa thất thế nên lần lượt phản Yên, trở lại hàng nhà Đường.
Triều Nghĩa đại bại, trốn vào khu rừng rậm ở sách Ôn Tuyền, rồi biết không còn đường thoát, bèn treo cổ tự vẫn trong rừng.
Chính quyền Đại Yên diệt vong sau 8 năm tồn tại, có 4 đời vua thuộc 2 họ An và Sử.

## Đánh giá
Các sử gia Trung Quốc nhìn nhận chính quyền Đại Yên là chính quyền phản loạn điển hình, không hề có chút chính nghĩa.
Đại Yên được đánh giá là có độ dã man bậc nhất, riêng việc thay đổi ngôi của 4 ông vua Đại Yên đều lần lượt diễn ra bằng những vụ tàn sát: hai lần con giết cha, một lần bầy tôi giết vua. Điều đó khiến Đại Yên bị đánh giá là tập đoàn mất hết tính người; ngay cả tính người về tối thiểu cũng không có thì không thể lấy được lòng nhân dân để giữ thiên hạ.

## Các vị hoàng đế Đại Yên
| Miếu hiệu | Thụy hiệu         | Họ và tên               | Thời gian trị vì | Niên hiệu và thời gian                          |
| --------- | ----------------- | ----------------------- | ---------------- | ----------------------------------------------- |
| Không     | Quang Liệt (光烈) | An Lộc Sơn (安祿山)     | 756-757          | Thánh Vũ (聖武) 756-757                         |
| Không     | Lạt (剌)          | An Khánh Tự (安慶緒)    | 757-759          | Thiên Thành (天成) 757-759                      |
| Không     | Chiêu Vũ (昭武)   | Sử Tư Minh (史思明)     | 759-761          | Thuận Thiên (順天) 759-761 Ứng Thiên (應天) 761 |
| Không     | Không             | Sử Triều Nghĩa (史朝義) | 761-763          | Hiển Thánh (顯聖) 761-763                       |